# 拟箭形单极虫
拟箭形单极虫（学名：Thelohanellus parasagittarius）为单极科单极虫属的动物。在中国，分布于广西、湖北、河北等，营寄生生活，寄生在体表（鲫）、鳃、胆囊（鲤）。